# Danh sách di sản thế giới tại Úc
Ủy ban Di sản thế giới của UNESCO là nơi có tầm quan trọng trong việc bảo tồn các di sản văn hóa và tự nhiên của nhân loại được mô tả trong Công ước Di sản thế giới năm 1972. Úc phê chuẩn Công ước vào ngày 22 tháng 8 năm 1974 khiến các di tích văn hóa và tự nhiên của quốc gia này đủ điều kiện xét công nhận Di sản thế giới. Tính đến hết năm 2019, Úc đã có tổng cộng 20 di sản thế giới, trong đó có 4 di sản văn hóa, 12 di sản thiên nhiên và 4 địa điểm hỗn hợp (bao gồm cả giá trị về văn hóa lẫn tự nhiên).
Địa điểm đầu tiên của Úc được công nhận là Rạn san hô Great Barrier, Vùng các hồ Willandra và Vườn quốc gia Kakadu được công nhận vào năm 1981. Trong đó, Rạn san hô Great Barrier có diện tích 34.870.000 là di sản thế giới có diện tích lớn thứ ba trên thế giới (chỉ sau Khu bảo tồn Quần đảo Phoenix và Papahānaumokuākea).
Úc có 4 Di sản hỗn hợp là Vườn quốc gia Kakadu, Vườn quốc gia Uluru-Kata Tjuta, Vùng các hồ Willandra và Vùng hoang dã ở Tasmania. Vùng hoang dã ở Tasmania chính là một trong hai địa điểm trên thế giới đáp ứng được 7 trong số 10 tiêu chí liệt kê Di sản thế giới (cùng với núi Thái Sơn ở Trung Quốc).
Ngoài ra, Úc cũng có một số địa điểm nằm trong danh sách dự kiến để xét công nhận Di sản thế giới trong tương lai.

## Vị trí
Di sản văn hóa
 Di sản thiên nhiên
 Di sản hỗn hợp
Các số thứ tự 1,2,3,4,5,6a,6b,7,8,9,10,11 là các phần của Di sản thế giới Chuỗi nhà tù Úc, thế kỷ 18-19
Đảo Macquarie, Đảo Heard và quần đảo McDonald và Đảo Lord Howe là các di sản không có trên bản đồ

## Danh sách
| Di sản                                                                   | Hình ảnh | Vị trí | Tiêu chí                                             | Diện tích ha (mẫu Anh)  | Năm công nhận | Mô tả |
| ------------------------------------------------------------------------ | --- | --- | ---------------------------------------------------- | ----------------------- | ------------- | --- |
| Các địa điểm hóa thạch động vật có vú tại Úc (Riversleigh và Naracoorte) | Upright reconstruction of a Thylacoleo skeleton inside Naracoorte Caves, its shadow cast against the cave wall               | Queensland và · Nam Úc, · Australia · 19°05′00″N 138°43′00″Đ / 19,083333°N 138,716667°Đ                              | Thiên nhiên: (viii), (ix)                            | 10.300 (25.000)         | 1992          | Riversleigh và Naracoorte được liệt kê như là một trong số mười mỏ hóa thạch giàu nhất trên thế giới. Cả hai đều minh hoạ cho các giai đoạn chính riêng biệt trong sự tiến hóa của động vật có vú ở lục địa Úc. Riversleigh đã cung cấp một số hóa thạch động vật có vú sớm nhất từ giữa Đại Tân sinh. Trong khi đó, Naracoorte là khu vực hóa thạch lớn nhất tại Úc, kéo dài từ Thế Canh Tân cho đến khoảng thời gian mà những cuộc di cư đầu tiên của con người tới Úc. Nó chứa một số ví dụ về đông vật ăn thịt lớn thời kỳ băng hà được bảo tồn tốt nhất như là hóa thạch của Sư tử có túi. |
| Chuỗi nhà tù Úc, thế kỷ 18-19                                            | Photo of the main penitentiary building, partially ruined and hollowed out, with thickly forested hills in background        | New South Wales, · Norfolk, · Tasmania and · Tây Úc, · Australia · 33°22′42″N 150°59′40″Đ / 33,378333°N 150,994444°Đ | Văn hóa: (iv), (vi)                                  | 1.503 (3.710)           | 2010          | Có hơn 3000 địa điểm là các nhà tù kết án hình thành do Hải quân Anh thiết lập tại Úc, vào thời kỳ thuộc địa sớm trong lịch sử Úc. Mười một địa điểm trong số này đã được chọn như là ví dụ điển hình về sự tập trung và kết án quy mô của thực dân Anh nói riêng và các nước đế quốc phương Tây nói chung tại các nước thuộc địa. |
| Đảo Fraser                                                               | A grassy hilltop overlooking a shallow sand beach, with thick forests in the background                                      | Queensland, · Australia · 25°13′00″N 153°08′00″Đ / 25,216667°N 153,133333°Đ                                          | Thiên nhiên: (vii), (viii), (ix)                     | 184.000 (450.000)       | 1992          | Đảo Fraser là đảo cát lớn nhất thế giới, bao gồm cát tích tụ trong khoảng 750.000 năm. Nó chứa hơn 100 hồ nước ngọt và các đụn cát lên đến 260 mét (850 ft) so với mực nước biển. Do nấm rễ cộng sinh xuất hiện tự nhiên trong cát, nên đây là nơi duy nhất trên thế giới nơi mà rừng nhiệt đới phát triển trên cát. |
| Các rừng mưa Gondwana của Úc                                             | Thick forests covering a rocky escarpment                                                                                    | Queensland và · New South Wales, · Australia · 28°15′N 150°03′Đ / 28,25°N 150,05°Đ                                   | Thiên nhiên: (viii), (ix), (x)                       | 370.000 (910.000)       | 1986          | Địa điểm này được công nhận là Di sản thế giới vì tầm quan trọng của nó đối với địa chất và bảo tồn các loài hoang dã. Nó bao gồm một số lượng lớn các khu vực được bảo vệ trong khu vực rừng mưa cận nhiệt đới lớn nhất trên thế giới. Nó có giá trị bảo tồn rất cao, với hơn 200 loài thực vật và nhiều loài động vật quý hiếm. |
| Rạn san hô Great Barrier                                                 | A submerged outcrop covered by a variety of corals                                                                           | Queensland, · Australia · 18°17′10″N 147°42′00″Đ / 18,286111°N 147,7°Đ                                               | Thiên nhiên: (vii), (viii), (ix), (x)                | 34.870.000 (86.200.000) | 1981          | Hệ thống rạn san hô lớn nhất thế giới này gồm hơn 2.900 rạn san hô. Nó chứa một mức độ đa dạng sinh học biển nổi bật và được coi là khu vực đa dạng và giàu nhất thế giới về các loài động vật. Đây là nơi có khoảng 400 loại san hô và tạo thành môi trường sống chủ yếu cho nhiều loài nguy cấp. |
| Khu vực dãy núi Greater Blue                                             | Rugged sandstone cliff face with three large pinnacles, surrounded by a forested valley                                      | New South Wales, · Australia · 33°42′N 150°00′Đ / 33,7°N 150°Đ                                                       | Thiên nhiên: (ix), (x)                               | 1.032.649 (2.551.730)   | 2000          | Một khu vực của các cao nguyên đá sa thạch và các hẻm núi. Được che phủ bởi rừng bạch đàn, khu vực này đã được ghi lại như một sự đại diện cho đa dạng sinh học của Úc, đặc biệt là sự đa dạng của các loài bạch đàn. Nó bao gồm tám khu bảo tồn cung cấp môi trường sống chủ yếu cho nhiều loài nguy cấp. |
| Đảo Heard và quần đảo McDonald                                           | Satellite image of a snow-covered volcanic peak, with a glacier running straight into the ocean                              | Đảo Heard và quần đảo McDonald, · Australia · 53°06′N 73°30′Đ / 53,1°N 73,5°Đ                                        | Thiên nhiên: (viii), (ix)                            | 37.200 (92.000)         | 1997          | Hai hòn đảo này là hai ngọn núi lửa hoạt động duy nhất ở khu vực cận Nam Cực, và được ghi lại bởi giá trị của chúng để nghiên cứu về các quy trình địa chấn và địa mạo. Hơn ba phần tư đảo Heard được bao phủ bởi các sông băng. Do sự xa xôi của chúng, hệ sinh thái không bị xáo trộn, không có lịch sử tác động đáng kể của con người hoặc bất kỳ loài sinh vật ngoại lai nào khác. |
| Vườn quốc gia Kakadu                                                     | Overhead view of grassy wetlands, with a river cutting through and a forested escarpment to the right                        | Lãnh thổ Bắc Úc, · Australia · 12°50′00″N 132°50′00″Đ / 12,8333°N 132,8333°Đ                                         | Hỗn hợp: (i), (vi), (vii), (ix), (x)                 | 1.979.766 (4.892.110)   | 1981          | Khu vực đất ngập nước của Kakadu bao phủ một phần ba vườn quốc gia được coi là vùng đất ngập nước có tầm quan trọng quốc tế. Một số khu khảo cổ tại đây cung cấp bằng chứng về nơi ở của con người tại khu vực trong hơn 40.000 năm. Các biểu tượng ở Ubirr, Burrunggui và Nanguluwu được công nhận là những ví dụ nổi bật về nghệ thuật đá cổ có từ hơn 18.000 năm trước. |
| Nhóm Đảo Lord Howe                                                       | View overlooking a sheltered shallow bay, with a reef extending out to two bald peaks in the background                      | New South Wales, · Australia · 31°33′56″N 159°05′18″Đ / 31,565556°N 159,088333°Đ                                     | Thiên nhiên: (vii), (x)                              | 1.540 (3.800)           | 1982          | Hòn đảo này là tàn tích của núi lửa hình khiên hình thành cách đây 7 triệu năm phun trào kéo dài khoảng nửa triệu năm. Đây là nơi có nhiều loài đặc hữu, các quần thể chim biển quan trọng và rạn san hô ở cực nam của thế giới. |
| Đảo Macquarie                                                            | Large rookery of king penguins, both adult and young, on a pebbled beach, with grassy hills in background                    | Tasmania, · Australia · 54°35′41″N 158°53′44″Đ / 54,594722°N 158,895556°Đ                                            | Thiên nhiên: (vii), (viii)                           | 540.000 (1.300.000)     | 1997          | Nằm trên đỉnh của đới đứt gãy Macquarie, hòn đảo này là nơi duy nhất trên Trái đất mà lớp phủ trên biển. Nó chứa đựng bằng nhiều bằng chứng về đáy biển, giá trị địa chất độc đáo của nó. |
| Bờ biển Ningaloo                                                         | Side-on view of a spotted whale shark in cloudy blue water                                                                   | Tây Úc, · Australia · 22°33′45″N 113°48′37″Đ / 22,5625°N 113,810278°Đ                                                | Thiên nhiên: (vii), (x)                              | 705.015 (1.742.130)     | 2011          | Bờ biển Ningaloo có sự đa dạng sinh học đặc biệt về biển, bao gồm hơn 700 loài cá và nhiều loài rùa biển nguy cấp. Nó là nơi tập trung theo mùa lớn nhất của cá mập voi và là một phần của tuyến di cư hàng năm của cá heo, cá cúi, cá đuối và cá voi lưng gù. |
| Vườn quốc gia Purnululu                                                  | Large red sandstone rock formation surrounded by shrubbery and open plains                                                   | Tây Úc, · Australia · 17°30′N 128°30′Đ / 17,5°N 128,5°Đ                                                              | Thiên nhiên: (vii), (viii)                           | 239.723 (592.370)       | 2003          | Dãy núi Bungle Bungle là một cao nguyên Devon bị xói mòn tạo thành một cảnh quan vô cùng ấn tượng của các tháp sa thạch. Đây là một trong số những hệ thống karst lớn nhất thế giới, một phần trong số đó là địa điểm linh thiêng của người Kija. |
| Cung triển lãm Hoàng gia và Vườn Carlton                                 | Large cream-coloured building with central dome and grand arched entrance, fronted by flowered gardens and a tiered fountain | Victoria, · Australia · 37°48′22″N 144°58′13″Đ / 37,806111°N 144,970278°Đ                                            | Văn hóa: (ii)                                        | 26 (64)                 | 2004          | Được xây dựng để tổ chức hội chợ thế giới vào năm 1880, đây là một trong những tòa nhà triển lãm thế giới cuối cùng của thế kỷ XIX, kết hợp một số phong cách kiến trúc. Khu vườn liền kề là một ví dụ xuất sắc của thiết kế phong cảnh thời Victoria. |
| Vịnh Shark, Tây Úc                                                       | Scattered small black mounds growing in an area of shallows by the sea                                                       | Western Australia, · Australia · 25°29′10″N 113°26′10″Đ / 25,486111°N 113,436111°Đ                                   | Thiên nhiên: (vii), (viii), (ix), (x)                | 2.197.300 (5.430.000)   | 1991          | Đây là nơi có diện tích cỏ biển lớn và giàu có nhất trên thế giới, là một môi trường sống quan trọng cho loài cá cúi, bảo vệ 12% số lượng của loài này. Hamelin Pool là nơi phong phú nhất trên thế giới về đá stromatolit, cung cấp một số các thông tin sớm nhất của sự sống trên Trái đất. |
| Nhà hát Opera Sydney                                                     | Beige and white building with seven peaked rooves, sitting on a promontory surrounded by water                               | New South Wales, · Australia · 33°51′24″N 151°12′55″Đ / 33,856667°N 151,215278°Đ                                     | Văn hóa: (i)                                         | 5,80 (14,3)             | 2007          | Được khánh thành vào năm 1973, khu phức hợp biểu diễn này là một điểm nhấn mang tính biểu tượng của cảng Sydney nổi tiếng với kiến trúc sáng tạo. Thiết kế là một ví dụ về phong cách kiến trúc biểu hiện và đã có một ảnh hưởng lâu dài về kiến trúc. |
| Vùng hoang dã ở Tasmania                                                 | Scruffy, rocky ridge overlooking a hill covered in golden-coloured grass and shrubbery                                       | Tasmania, · Australia · 41°35′00″N 145°25′00″Đ / 41,583333°N 145,416667°Đ                                            | Hỗn hợp: (iii), (iv), (vi), (vii), (viii), (ix), (x) | 1.407.513 (3.478.040)   | 1982          | Bao gồm 20% diện tích của đảo Tasmania, khu vực này là một trong những khu vực rừng mưa ôn đới xa xôi nhất trên thế giới. Nó bị chi phối bởi khu vực Vùng hoang dã Tây Nam Tasmania. Các cuộc khai quật trong khu vực đã phát hiện ra bằng chứng về sự hiện diện của thổ dân có niên đại từ ít nhất 20.000 năm trước. |
| Vườn quốc gia Uluṟu-Kata Tjuṯa                                           | View of a large red sandstone monolith against a sunset sky and flanked by two silhouetted trees                             | Northern Territory, · Australia · 25°20′N 131°00′Đ / 25,33°N 131°Đ                                                   | Hỗn hợp: (v), (vi), (vii), (viii)                    | 132,566 (327,58)        | 1987          | Ghi nhận ý nghĩa khảo cổ học và văn hoá của nó, đại diện cho mối liên hệ tâm linh của thổ dân với đất đai nơi đây. Vườn quốc gia có hai khối đá sa thạch nổi tiếng, Uluru và Kata Tjuta, có ý nghĩa về mặt tâm linh đối với người Anangu. Những bức tranh hang động được tìm thấy tại Uluru có lịch sử cách đây hàng chục ngàn năm. |
| Vùng nhiệt đới ẩm ướt của Queensland                                     | Dense rainforest scene, with a small pool surrounded by ferns and moss-laden rocks                                           | Queensland, · Australia · 15°39′N 144°58′Đ / 15,65°N 144,97°Đ                                                        | Thiên nhiên: (vii), (viii), (ix), (x)                | 894.420 (2.210.200)     | 1988          | Một khu vực rừng nhiệt đới nhiệt đới trải dài dọc theo Dãy núi Great Dividing. Khu vực này có mức đa dạng sinh học đặc biệt, với ít nhất 85 loài đặc hữu. Nó cũng là một khu vực quan trọng đối với các loài thú độc đáo và đang có nguy cơ tuyệt chủng. |
| Vùng các hồ Willandra                                                    | | New South Wales, · Australia · 34°N 143°Đ / 34°N 143°Đ                                                               | Hỗn hợp: (iii), (viii)                               | 240.000 (590.000)       | 1981          | Khu vực có tầm quan trọng về địa chất, trầm tích từ thế Canh Tân. Nó bao gồm các bằng chứng khảo cổ đặc biệt về nơi ở của con người trong quá khứ từ 45-60.000 năm trước, bao gồm khu hỏa táng lâu đời nhất thế giới, Tàn tích Hồ Mungo. |
| Cảnh quan văn hóa Budj Bim                                               | Vườn quốc gia Núi Eccles | Victoria, · Australia · 38°03′46″N 141°55′32″Đ / 38,062778°N 141,925556°Đ                                            | Văn hóa: (iii), (v)                                  | 9.935 (24.550)          | 2019          | Khu vực này có tầm quan trọng trong lịch sử của Gunditjmara với một hệ thống nuôi trồng thủy sản, dẫn dòng nước của lạch Darlot vào các khu vực đất thấp liền kề để bẫy lươn và cá. |

## Danh sách dự kiến
Ngoài các di sản đã được công nhận, mỗi quốc gia thành viên cũng có thể đề cử các di sản dự kiến. Để được xét công nhận di sản thế giới thì địa điểm đó phải nằm trong danh sách dự kiến từ trước đó. Dưới đây là các di sản dự kiến của Úc:
- Khu vực Di sản thế giới Great Sandy (mở rộng của Đảo cát Fraser bao gồm Vườn quốc gia Great Sandy) (2010)
- Khu vực Di sản thế giới Các rừng mưa Gondwana của Úc (mở rộng thêm Vườn quốc gia Núi Bunya) (2010)